# Postel 2000 FC
Der Postel 2000 FC ist ein tschadischer Fußballverein aus N’Djamena. Er trägt seine Heimspiele im Stade Omnisports Idriss Mahamat Ouya aus.
Der Verein wurde 1985 gegründet und untersteht der staatlichen Post (Postel). Der Klub gewann 1993 und 1995 die Championnat National sowie 1991 den Coupe du Tschad. Sie konnten sich mehrmals für die afrikanischen Wettbewerbe qualifizieren, scheiterten aber frühzeitig. Der letzte große Erfolg war das Finale des Coupe de Ligue de N’Djamena.

## Statistik in den CAF-Wettbewerben
| Wettbewerb                          | Runde         | Gegner                  | Hinspiel | Rückspiel |  |
| ----------------------------------- | ------------- | ----------------------- | -------- | --------- |  |
|                                     |               |                         |          |           |  |
| African Cup Winners’ Cup 1992       | Qualifikation | Mogas 90 FC             | 0:3 (A)  | 2:0 (H)   |  |
| African Cup of Champions Clubs 1994 | Qualifikation | AS Tempête Mocaf Bangui | 0:1 (H)  | 0:2 (A)   |  |
| African Cup of Champions Clubs 1996 | Qualifikation | AS Cheminots            | 2:0 (H)  | 1:1 (A)   |  |
|                                     | 1. Runde      | ASEC Abidjan            | 0:4 (A)  | 0:1 (H)   |  |